# Задунав'я (Угорщина)
Задунав'я (угор. Dunántúl) — статистичний (NUTS 1) регіон Угорщини. Охоплює регіони (NUTS 2) Західного, Південного та Центрального Задунав'я.